# Tara (rivière)
Pour les articles homonymes, voir Tara.
Ne pas confondre avec les monts Tara et le parc national de Tara qui sont localisés à l’ouest de la proche Serbie.
La Tara (serbe cyrillique: Ријека Тара ou Riyeka Tara) est une rivière  du Monténégro qui avec la rivière Piva forme la rivière Drina, donc est un sous-affluent du Danube, par la Save.

## Géographie

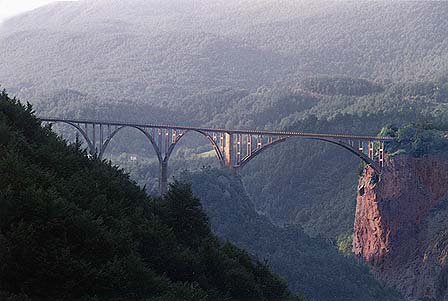
Le pont Đurđevića sur la rivière Tara.

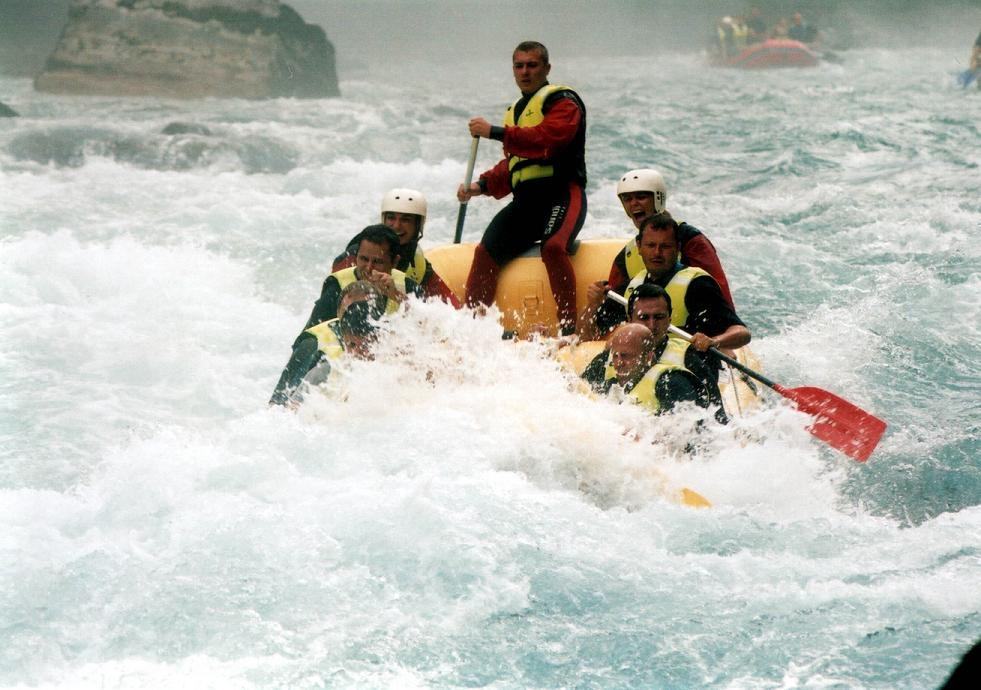
Rafting sur la rivière Tara au Monténégro.

La rivière passe dans le canyon de la Tara. Celui-ci est long d’environ 80 km et atteint une profondeur maximale de 1 300 mètres ce qui fait de lui le plus grand canyon d’Europe. Le canyon est protégé au sein du parc national de Durmitor. Plusieurs projets ont été envisagés pour construire sur la rivière un barrage hydroélectrique qui pourrait inonder une partie du canyon de la Tara.

## Tourisme
La Tara a été descendue en canoë pour la première fois en août 1957 par un groupe de Français du Canoë Club de France, venus en voiture de Paris. Le rafting est une activité populaire sur la rivière. Plusieurs parcours y sont ainsi proposés aux touristes. On y trouve également le pont Đurđevića, haut de 165 mètres.

## Transport de bois
En 2012, quelques radeliers transportent encore du bois et un peu de ferraille de récupération.